# Neosiluroides cooperensis
Neosiluroides cooperensis — єдиний вид роду Neosiluroides родини вугрехвості соми ряду сомоподібні. Наукова назва походить від давньогрецьких слів νέος — «новий», σίλουρος — «сом» та ειδής — «подібний». Інша назва — «сом Купер-Кріку».

## Опис
Загальна довжина сягає 46 см, середня становить 20-25 см. Голова сплощена зверху. На нижній частині голови є сосочки. Очі маленькі. Ніздрі вкриті товстим шаром шкіри. Є 4 пари вусів. Тулуб вугреподібний. Спинний плавець вузький та короткий, складається з 1 жорсткого і гострого променя та 5-6 м'яких променів. Жировий плавець (25-33 м'яких променів), хвостовий плавець (10-12 м'яких променів) та анальний плавець (10-12 м'яких променів) поєднані в один. Грудні плавці мають по 1 жорсткому та 11-13 м'яким променям.
Забарвлення спини та боків коливається від блідо-сірого до світло-коричневого кольору, іноді з темними цяточками з боків. Черево білувате.

## Спосіб життя
Це демерсальна риба. Зустрічається у прісних водах: в озерах і великих ставках з каламутною водою. Віддає перевагу земляним та глинястим ґрунтам. Доволі агресивний до інших риб, особливо в неволі. Веде нічний спосіб життя. Живиться переважно донними ракоподібними та черевоногими.
Найменш плідний вид серед представників родини, ікринок буває не більше 1000 штук. Ікра велика — 3-4 мм.

## Розповсюдження
Мешкає у річці Купер-Крік в Австралії.